# Hipoteza pravednog sveta
Hipoteza pravednog sveta je jedna od najpoznatijih teorija koja se odnosi na naša verovanja o pravednosti i moralnosti sveta. Ona se temelji na opštem uverenju ljudi da naši postupci uvek dovode do pravednih i zasluženih posledica, odnosno da svet ima tendenciju da nagradi dobro i kazni loše, te da se moralno i pošteno ponašanje dugoročno isplati. Prema hipotezi pravednog sveta, ljudi se oslanjaju na ovu percepciju kako bi izgradili svoje verovanje o tome šta je ispravno, a šta pogrešno.
Međutim, postoje kritike koje ukazuju na to da hipoteza pravednog sveta može biti pogrešna. Na primer, neki kritičari smatraju da verovanje da se moralno ponašanje isplati može dovesti do toga da ljudi osuđuju one koji nisu uspeli u životu ili koji nisu uspeli postići neki cilj, pretpostavljajući da su to zaslužili zbog svojih loših moralnih karakteristika. Takođe, postoje kritike koje ukazuju na to da stvarnost nije uvek pravedna i da se često događaju nepravde, što dovodi u pitanje valjanost hipoteze pravednog sveta.
Melvin J. Lerner je 1960. godine objavio rad u kojem je izučavao verovanje u pravedni svet. Nakon ovog istraživanja, hipoteza pravednog sveta počela je detaljno da se izučava, najčešće od strane socijalnih psihologa. Hipoteza pravednog sveta ostaje jedno od najvažnijih pitanja u psihologiji i drugim društvenim naukama, jer nas podstiče na razmišljanje o tome kako izgrađujemo svoje verovanje o pravednosti i moralnosti, te kako se ta verovanja odražavaju na naše ponašanje i stavove prema drugima.

## Počeci istraživanja
Prisustvo verovanja u pravedan svet, kao i njegov uticaj na društvene odnose, dugo su bili predmet interesovanja mnogih filozofa i socijalnih teoretičara. Još od vremena antičkog filozofa Seksta Empirikusa, koji je argumentovao protiv ovog verovanja, pa sve do danas, ova tema je izazvala brojna istraživanja i rasprave.

### Melvin J. Lerner
Melvin Lerner je jedan od socijalnih psihologa koji se bavio proučavanjem verovanja u pravedan svet, i to kao odgovor na negativne društvene interakcije i njihov uticaj na pojedince i društvo u celini. Lerner je smatrao da svojim radom nastavlja istraživanja Stenlija Milgrama o poslušnosti, i da se bavi pitanjima kako režimi koji uzrokuju okrutnost i patnju imaju podršku građana, kao i zašto ljudi prihvataju društvene norme i zakone koji proizvode nesreću i patnju.
Lerner je dobio želju da istraži ovu temu jer je često prisustvovao tome kako posmatrači okrivljuju žrtve za njihove patnje. Tokom svoje kliničke prakse kao psihologa, posmatrao je način na koji su zdravstveni radnici tretirali mentalno obolele osobe s kojima je radio. Iako su bili dobronamerni i obrazovani ljudi, često su krivili pacijente za njihove probleme. Lerner je takođe bio iznenađen činjenicom da su njegovi studenti nipodaštavali siromašne, a da nisu uzeli u obzir strukturne faktore koji doprinose siromaštvu. Sve ove pojave su Lerneru bile podstrek da sprovede svoje prve eksperimente na temu hipoteze o pravednom svetu.

## Istraživanja o dehumanizaciji društve
Istraživanje koje su Lerner i njegovi saradnici započeli 1966. godine koristilo je paradigmu električnih šokova kako bi proučilo reakcije posmatrača na žrtvu. U prvom eksperimentu, 72 ženska učesnika su posmatrala navodnu žrtvu koja je primala električne šokove zbog grešaka koje je pravila tokom nekog zadatka. U početku, posmatrači su bili uznemireni zbog bola žrtve, ali kako je bol nastavljena i kako posmatrači nisu bili u mogućnosti da intervenišu, počeli su da odbacuju i umanjuju vrednost žrtve. Umanjenje vrednosti žrtve bilo je jače što je posmatrana bol bila veća. Međutim, kada je učesnicima rečeno da će žrtva biti obeštećena, nisu umanjivali njenu vrednost. Ovi nalazi su ponovljeni u kasnijim studijama ne samo od strane Lernera i njegovih saradnika, već i od strane drugih istraživača.

## Lernerova teorija
Prema Lernerovoj teoriji, zasnovanoj na prethodnom istraživanju, ljudi imaju osnovnu potrebu za verovanjem u pravedni svet, u kojem se radnje kažnjavaju ili nagrađuju na predvidljiv i odgovarajući način. Ovaj koncept funkcioniše kao neka vrsta „ugovora” između pojedinca i sveta oko njega, koji mu omogućava da planira svoju budućnost i usmerava svoje ponašanje prema ciljevima. Ljudi verujući u pravedni svet osećaju da mogu uticati na svet na predvidljiv način i da će biti nagrađeni ako se pravilno ponašaju, što im daje osećaj sigurnosti i kontrole nad životom. Lerner je sažeo svoje nalaze i teorijski rad u svojoj monografiji iz 1980. godine „Verovanje u pravedni svet: Fundamentalna zabluda” (engl. The Belief in a Just World: A Fundamental Delusion).
Lerner je pretpostavljao da je verovanje u pravedan svet od suštinske važnosti za održavanje dobrobiti ljudi. Međutim, ljudi se svakodnevno suočavaju sa dokazima da svet nije pravedan: ljudi pate bez očiglednog razloga. Lerner je objasnio da ljudi koriste strategije kako bi očuvali svoje verovanje u pravedan svet, a ove strategije mogu biti racionalne ili iracionalne. Racionalne strategije uključuju prihvatanje stvarnosti nepravde, pokušaj sprečavanja nepravde ili prihvatanje sopstvenih ograničenja. Iracionalne strategije uključuju negiranje, potiskivanje i reinterpretaciju događaja.
Postoji više načina reinterpretacije u cilju da se neki dogadjaj uklopi u verovanje u pravedan svet. Mogu se reinterpretirati posledice, uzrok ili osobine žrtve. Zbog reinterpretacije osobina žrtve pojavio se negativni socijalni fenomen koji uključuje derogaciju i okrivljavanje žrtve. Ovaj fenomen je bio predmet mnogih psiholoških istraživanja u različitim kontekstima.
Još jedan efekat ovakvog razmišljanja je da ljudi osećaju manju odgovornost jer misle da ne zaslužuju ono loše što im se dešava. Ovo je povezano sa samoposlužnom pristrasnošću (engl. Self Serving Bias).

## Alternativne teorije

### Veridikalni sud (engl.Veridical Judgment)
Neki su sugerisali da postoje alternativna objašnjenja za derogiranje žrtava. Jedan predlog je da se efekti derogiranja temelje na tačnim procenama karakteristika žrtve. Posebno u vezi sa Lernerovim prvih studijama, neki su pretpostavili da bi bilo logično za posmatrače da derogiraju pojedinca koji bi dozvolio da ga šokiraju bez razloga. U narednom istraživanju koje je sproveo Lerner je pokazao je da se pojedinci derogiraju samo kada stvarno pate; pojedinci koji su se složili da podnesu bol ali to nisu učinili, bili su pozitivno ocenjeni.

### Smanjenje krivice (engl.Guilt Reduction)
Drugo alternativno objašnjenje koje je ponuđeno za derogiranje žrtava na početku razvoja hipoteze o pravednom svetu bilo je da posmatrači derogiraju žrtve da bi smanjili svoj osećaj krivice. Posmatrači mogu osećati odgovornost ili krivicu za bol žrtve ako su sami uključeni u situaciju ili eksperiment. Kako bi smanjili krivicu, oni mogu obezvređivati žrtvu. Lerner tvrdi da nema dovoljno dokaza koji podržavaju ovu interpretaciju. Sproveo je jedno istraživanje koje je pokazalo da se žrtve derogiraju čak i od strane posmatrača koji nisu bili uključeni u proces eksperimenta i stoga nisu imali razloga da se osećaju krivima.

### Smanjenje nelagode (engl.Discomfort Reduction)
Alternativno, derogiranje žrtava i druge strategije mogu biti samo načini da se olakša nelagodnost nakon gledanja patnje. To bi značilo da je osnovna motivacija ne da se obnovi verovanje u pravedan svet, već da se smanji nelagodnost izazvana empatijom. Studije su pokazale da derogiranje žrtava ne suzbija kasniju pomoć i da empatija prema žrtvi igra veliku ulogu prilikom dodeljivanja krivice. Prema Ervinu Staubu, obezvređivanje žrtve trebalo bi da dovede do manje naknade ako je obnavljanje verovanja u pravedan svet osnovni motiv; umesto toga, gotovo da nema razlike u iznosima naknada, bilo da naknada prethodi ili sledi naknadu. Psihopatija je povezana sa nedostatkom strategija održavanja pravednog sveta, možda zbog smanjenih emocionalnih reakcija i nedostatka empatije.

## Dodatni dokazi
Nakon Lernerovih prvih istraživanja, drugi istraživači su replicirali ova otkrića na drugim situacijama u kojima su ljudi žrtve, kao što su nesreće u saobraćaju, silovanje, porodično nasilje, bolesti i siromaštvo. Predmet ovog istraživanja, koje je započelo 1970-ih i nastavlja se i danas, bio je reakcija posmatrača na žrtve ovih situacija. Generalno, istraživači su otkrili da posmatrači često krive i umanjuju žrtve nepravednih situacija kako bi održali svoje verovanje u pravednost sveta, menjajući svoja razmišljanja o karakteru žrtava.
Ranih 1970-ih, društveni psiholog Zik Rubin je razvio meru verovanja u pravedan svet. Ova mera i njen revidirani oblik objavljeni 1975. omogućili su proučavanje individualnih razlika u verovanju u pravedan svet. Mnogo kasnijih istraživanja o hipotezi pravednog sveta koristilo je njihove skale za merenje.
Ova istraživanja o žrtvama nasilja, bolesti i siromaštva, kao i druga slična istraživanja, pružila su doslednu podršku vezi između verovanja posmatrača u pravednost sveta i njihove tendencije da krive žrtve za njihovu patnju. Kao rezultat, postojanje hipoteze pravednog sveta kao psihološkog fenomena široko je prihvaćeno.

### Nasilje
Istraživači su se bavili reakcijama posmatrača na žrtve silovanja i drugog nasilja. U formiranju eksperimenta o silovanju i verovanju u pravedni svet, Linda Karli i njene kolege su dali dvema grupama ispitanika opis interakcije između muškarca i žene. Opis interakcije je bio isti sve do kraja; jedna grupa je dobila priču s neutralnim krajem, a druga grupa priču koja se završila silovanjem žene od strane muškarca. Ispitanici su ocenili silovanje kao neizbežno i krivili ženu u priči za silovanje na osnovu njenog ponašanja, a ne njenih karakteristika. Ovi nalazi su ponovljeni više puta, uključujući narativ sa silovanjem i „srećnim krajem” (prosidbom).
Drugi istraživači su pronašli sličan fenomen kod procena žrtava nasilja u vezama. Jedno istraživanje je pokazalo da posmatrači češće krive ženske žrtve nasilja u vezi kako intimnost veze raste. Posmatrači su optužili počinioca samo u najmanje intimnom slučaju nasilja, u kojem je muškarac udario poznanika.
Istraživači su primenili hipotezu o pravednom svetu da bi razumeli vršnjačko nasilje. S obzirom na druge studije o verovanjima u pravedan svet, očekivalo bi se da će posmatrači omalovažavati i kriviti žrtve vršnjačkog nasilja, ali suprotno tome se pokazalo: osobe koje snažno veruju u pravedan svet imaju jače stavove protiv vršnjačkog nasilja. Drugi istraživači su otkrili da je jako verovanje u pravedan svet povezano sa nižim nivoom vršnjačkog nasilja. Ovo otkriće se uklapa u Lernerovo shvatanje verovanja u pravedan svet kao „ugovora” koji upravlja ponašanjem. Postoje i dodatni dokazi da je verovanje u pravedan svet zaštitno za dobrobit dece i adolescenata u školskom okruženju, kao što je pokazano za opštu populaciju.

### Bolesti
Drugi istraživači su zaključili da posmatrači smatraju da su ljudi koji su bolesni odgovorni za svoje bolesti. Jedan eksperiment je pokazao da su osobe koje pate od različitih bolesti bili derogirani po meri atraktivnosti više nego zdrave osobe. U poređenju sa zdravim ljudima, derogacija žrtve je pronađena kod osoba koje su imale probleme sa varenjem, upalom pluća i kancerom želuca. Osim toga, derogacija je bila veća kod onih koji su patili od težih bolesti, osim kod onih koji su imali kancer. Jača vera u pravedan svet se takođe otkrila kao povezana sa većom derogacijom žrtava side.

### Siromaštvo
Nedavno su vršena istraživanja o tome kako ljudi reaguju na siromaštvo kroz prizmu hipoteze o pravednom svetu. Čvrsto verovanje u pravedan svet povezano je sa krivljenjem siromašnih, dok se slabo verovanje u pravedan svet povezuje sa identifikovanjem spoljašnjih uzroka siromaštva, uključujući svetske ekonomske sisteme, ratove i eksploataciju.

## Kasniji radovi
Kasniji radovi na merenju verovanja u pravedan svet usredsredili su se na identifikaciju više dimenzija tog verovanja. Ovaj rad je doveo do razvoja novih mera verovanja u pravedan svet i dodatnih istraživanja. Hipotetičke dimenzije verovanja u pravedan svet uključuju verovanje u nepravedan svet, verovanja u imanentnu i konačnu pravdu, nadu u pravdu i verovanje u sopstvenu sposobnost da se smanji nepravda. Drugi radovi fokusiraju se na različite domene u kojima verovanje može da funkcioniše; ljudi mogu imati različita verovanja u pravedan svet na ličnom, sociopolitičkom ili društvenom planu. Posebno plodna razlika je između verovanja u pravedan svet za sebe (lično) i verovanja u pravedan svet za druge (opšte). Ova verovanja različito su povezana sa pozitivnim mentalnim zdravljem.

## Trenutna istraživanja
Iako su se mnogi prvobitni radovi o verovanju u pravedni svet fokusirali na njegove negativne socijalne efekte, druga istraživanja sugerišu da je verovanje u pravedni svet dobro, pa čak i neophodno, za mentalno zdravlje. Verovanje u pravedni svet povezano je sa većim zadovoljstvom životom i blagostanjem i manjim depresivnim afektom. Istraživači aktivno istražuju razloge zbog kojih bi verovanje u pravedni svet moglo biti povezano sa mentalnim zdravljem; predloženo je da takva verovanja mogu biti lični resurs ili strategija suočavanja koja ublažava stres povezan sa svakodnevnim životom i sa traumatskim događajima. Ova hipoteza sugeriše da se verovanje u pravedni svet može razumeti kao pozitivna iluzija. U skladu sa ovom perspektivom, nedavna istraživanja takođe sugerišu da verovanje u pravedni svet može objasniti poznatu statističku vezu između religioznosti/duhovnosti i psihološkog blagostanja. Neke studije o verovanju u pravedni svet sprovedene su u okviru primalnih verovanja o svetu i pronađene su jake korelacije između verovanja u pravedni svet i verovanja da je svet siguran, obilan i kooperativan (između ostalih kvaliteta).
Neke studije takođe pokazuju da su verovanja u pravedni svet povezana sa unutrašnjim lokusom kontrole. Snažno verovanje u pravedni svet povezano je sa većim prihvatanjem i manjim nezadovoljstvom negativnim događajima u životu. Ovo može biti jedan način na koji verovanje u pravedni svet utiče na mentalno zdravlje. Drugi su sugerisali da ova veza važi samo za verovanja u pravedni svet za sebe. Verovanja u pravedni svet za druge su umesto toga povezana sa negativnim društvenim fenomenima optuživanja žrtve i degradacije žrtve koje su primećene u drugim studijama.
Verovanje u pravedan svet je takođe pokazalo negativnu korelaciju sa percepcijom verovatnoće favorizovanja porodice. Perspektiva pojedinca igra važnu ulogu u ovoj vezi, tako da kada ljudi sebe zamišljaju kao samo posmatrače nepravde, generalno verovanje u pravedan svet će biti jači prediktor, dok će kada sebe zamisle kao žrtve nepravde, lično verovanje u pravedan svet biti jači prediktor. Ovo dalje podržava razliku između opšteg i ličnog verovanja u pravedan svet.